# Issai Schur
Pour les articles homonymes, voir Schur.
Ne doit pas être confondu avec Friedrich Schur.
Issaï Schur (en russe : Исай Шур), né à Moguilev le 10 janvier 1875 et mort à Tel-Aviv le 10 janvier 1941, est un mathématicien d’origine russe qui a surtout travaillé en Allemagne. Son nom est aussi transcrit Issaï Chour (transcription du russe en français).

## Biographie

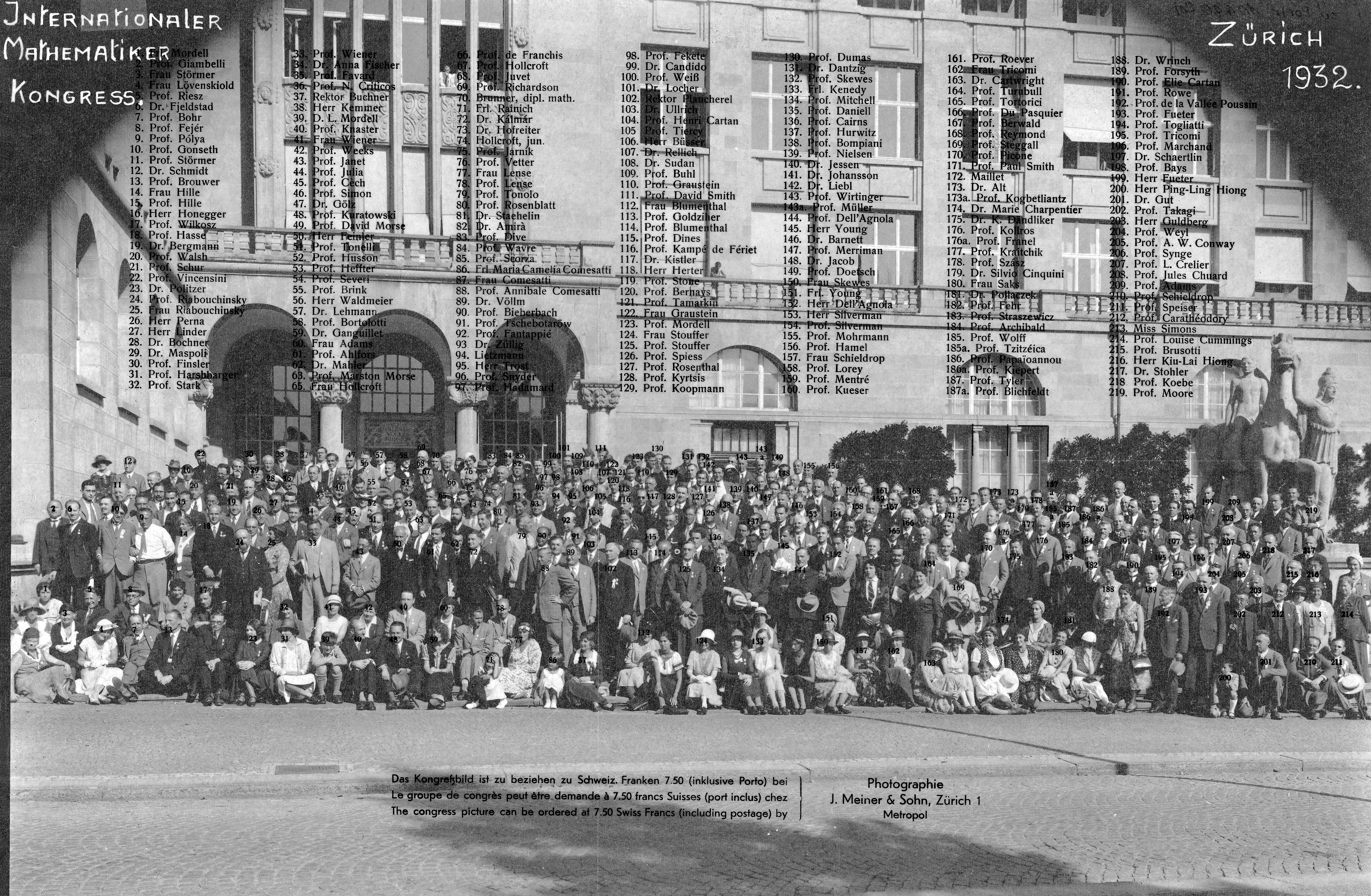
Congrès International des Mathématiciens (avec leurs noms), Zurich, Suisse, 1932.

Issaï Schur a étudié à Berlin sous Frobenius, a obtenu son doctorat en 1901 et est devenu chargé d'enseignement en 1903. Il est devenu professeur à Bonn en 1919.
On a donné son nom à plusieurs concepts et théorèmes mathématiques :
- algorithme de Lehmer-Schur :
- complément de Schur ;
- décomposition de Schur ;
- inégalité de Schur ;
- lemme de Schur ;
- multiplicateur de Schur ;
- polynôme de Schur ;
- propriété de Schur ;
- théorème de Schur ;
- théorème de Schur-Horn ;
- théorème de Schur-Zassenhaus ;
- théorème de Jordan-Schur.

On lui doit la notion de transfert en théorie des groupes.
Schur a dirigé les thèses de doctorat de nombreux étudiants, dont Richard Brauer, Bernhard Neumann, Heinz Prüfer, Richard Rado, Alfred Brauer (le frère de Richard Brauer), Robert Frucht et Helmut Wielandt. D'autres étudiants ont egalement étudié sous la direction de Schur, dont Kurt Hirsch, Walter Ledermann (en), Hanna Neumann et Menahem Max Schiffer.
Comme juif, il perdit peu à peu la plupart de ses postes dans l'Allemagne nazie mais ne se résigna à émigrer en Palestine qu'en fin de vie, en 1939, où il meurt le 10 janvier 1941, le jour de son 66e anniversaire. 
Il est inhumé au cimetière Trumpeldor de Tel Aviv-Jaffa.

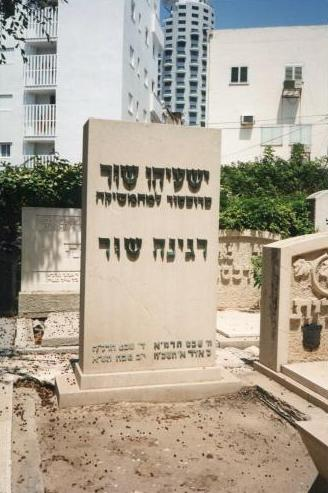
Tombe d'Issaï Schur à Tel Aviv.